# Shaolin Temple UK
Shaolin Temple UK is een vechtkunstschool en centrum om de Shaolin cultuur te bestuderen. Bij de cultuur wordt er nadruk gelegd op Gong Fu-Ch'an, Qigong en Ch'an meditatie. De tempel werd in 2000 opgericht door de Shaolin monnik Shifu Shi Yanzi. Het tempelgebouw ligt in North London tussen het Tufnellpark en Archway Northern Linemetrostations.
Shaolin Temple UK is een officiële afgezantschap van de 1500 jaar oude Shaolintempel van de Chinese provincie Henan. Het staat onder direct mandaat van monnik Shi Yongxin.